# Демјанка (притока Шелоња)
Демјанка, у горњем делу тока позната и као Тењуха (рус. Демянка, Тенюха, Демьянка) река је на западу европског дела Руске Федерације. Протиче преко источних делова Псковске области, односно преко севернх делова Порховског рејона. Лева је притока реке Шелоњ (притоке језера Иљмењ) у коју се улива код села Демјанке на 112. километру његовог тока. Припада басену реке Неве, односно Финског залива Балтичког мора.
Свој ток започиње као отока Великог језера и у наредних 2,5 km тока пре ушћа у језеро Плотишно носи име Тењуха. Укупна дужина водотока је 30 km, а површина сливног подручја око 232 km².
Њена најважнија притока је речица Омут коју прима на 15. километру свог тока узводно од ушћа.
На обалама Демјанке налази се средњовековни манастир Никандрова испосница.